# Love in the Moonlight
Love in the Moonlight (hangul: 구르미 그린 달빛; RR: Gureumi Geurin Dalbit) är en sydkoreansk TV-serie som sändes på KBS2 från 22 augusti till 18 oktober 2016. Park Bo-gum och Kim Yoo-jung spelar huvudrollerna.

## Rollista (i urval)
- Park Bo-gum - Lee Yeong
- Kim Yoo-jung - Hong Ra-on
- Jinyoung - Kim Yoon-sung
- Chae Soo-bin - Jo Ha-yeon
- Kwak Dong-yeon - Kim Byung-yeon